# Frederick Conyngham, 7. Marquess Conyngham

Wappen des Marquess Conyngham

Frederick William Henry Francis Conyngham, 7. Marquess Conyngham (* 13. März 1924 auf Slane Castle, Irland; † 3. März 2009 in Johannesburg, Südafrika) war ein irisch-britischer Adliger, Offizier und Politiker.

## Leben
Er war der Sohn von Frederick Conyngham, 6. Marquess Conyngham und dessen Gattin Antoinette Winifred Thompson. Als Heir apparent seines Vaters führte bis 1974 den Höflichkeitstitel Earl of Mount Charles. Er besuchte das Eton College. Während des Zweiten Weltkriegs diente er als Captain bei den Irish Guards.
Beim Tod seines Vaters 1974, erbte er dessen Adelstitel als Marquess Conyngham, einschließlich des dazugehörigen erblichen Sitzes im House of Lords. 1976 zog er von Irland auf die Isle of Man um, besuchte aber weiterhin regelmäßig seinen Sohn auf dem Familiensitz Slane Castle. Im Rahmen des House of Lords Act verlor er 1999 seinen erblichen Parlamentssitz.
Er engagierte sich für Naturschutz und Sport. Ende 2008 erkrankte er an Krebs und starb daran im Folgejahr, während eines Aufenthalts in Johannesburg, Südafrika. Er wurde am 10. März 2009 in der St. Paul’s Kirche in Ramsey auf der Isle of Man begraben.

## Ehe und Kinder
Am 29. April 1950 heiratete er in erster Ehe Eileen Wren Newsam. Die Ehe wurde 1970 geschieden. Mit ihr hatte er drei Kinder:
- Henry Conyngham, 8. Marquess Conyngham (* 1951)
- Lord Simon Charles Eveleigh Wren Conyngham (* 1953)
- Lord Frederick William Patrick Conyngham (* 1959)

1971 heiratete er in zweiter Ehe Elizabeth Ann Hughes, auch diese Ehe wurde geschieden.
1980 heiratete er in dritter Ehe Daphne Georgina Adelaide Armour.
Am 29. Mai 1987 heiratete er in vierter Ehe Emma Christianne Annabel Agnew.